# Zé Pretinho da Bahia
Antônio Pedro Beirão de Jesus, conhecido pelo pseudônimo Zé Pretinho da Bahia (Feira de Santana, 29 de junho de 1934) é um cantor, compositor e cavaquinista brasileiro.
Suas músicas já foram gravadas por diversos artistas como Beth Carvalho, Noite Ilustrada (1928–2003), Marinês, entre outros.